# Сказка о царе Берендее
«Сказка о царе Берендее» (полное название: «Сказка о царе Берендее, о сыне его Иване-царевиче, о хитростях Кощея бессмертного, и о премудрости Марьи-царевны, Кощеевой дочери») — русская литературная волшебная сказка Василия Жуковского. Написана 2 августа — 1 сентября 1831 года в Царском Селе. Впервые опубликована в альманахе «Новоселье» в 1833 году. Сказка написана гекзаметром — одним из любимых размеров Жуковского.
По мотивам сказки в 1969 году снят советский полнометражный цветной художественный фильм-сказка «Варвара-краса, длинная коса».